# ماء مكربن

انظلاق فقاعات الغاز من مياه مكربنة.

المياه المكربنة (المعروفة أيضاً باسم ماء الصودا والمياه الغازية والماء الفوار) هو الماء الذي تم إذابة غاز ثاني أكسيد الكربون فيه تحت الضغط، وهي العملية التي تؤدي إلى أن تصبح المياه فوارة (تطلق فقاعات من الغاز في الضغط العادي). تدعى هذه العملية باسم عملية الكربنة.

## تاريخ
قديماً، كان الأشخاص الذين يعانون من حصى الكلى والتهاب المفاصل أو قلة النشاط يتوجهون إلى المنتجعات الصحية للاستفادة من المياه هناك. جوزيف بريستلي (Joseph Priestley) الذي ابتكر فكرة المياه الغازية.

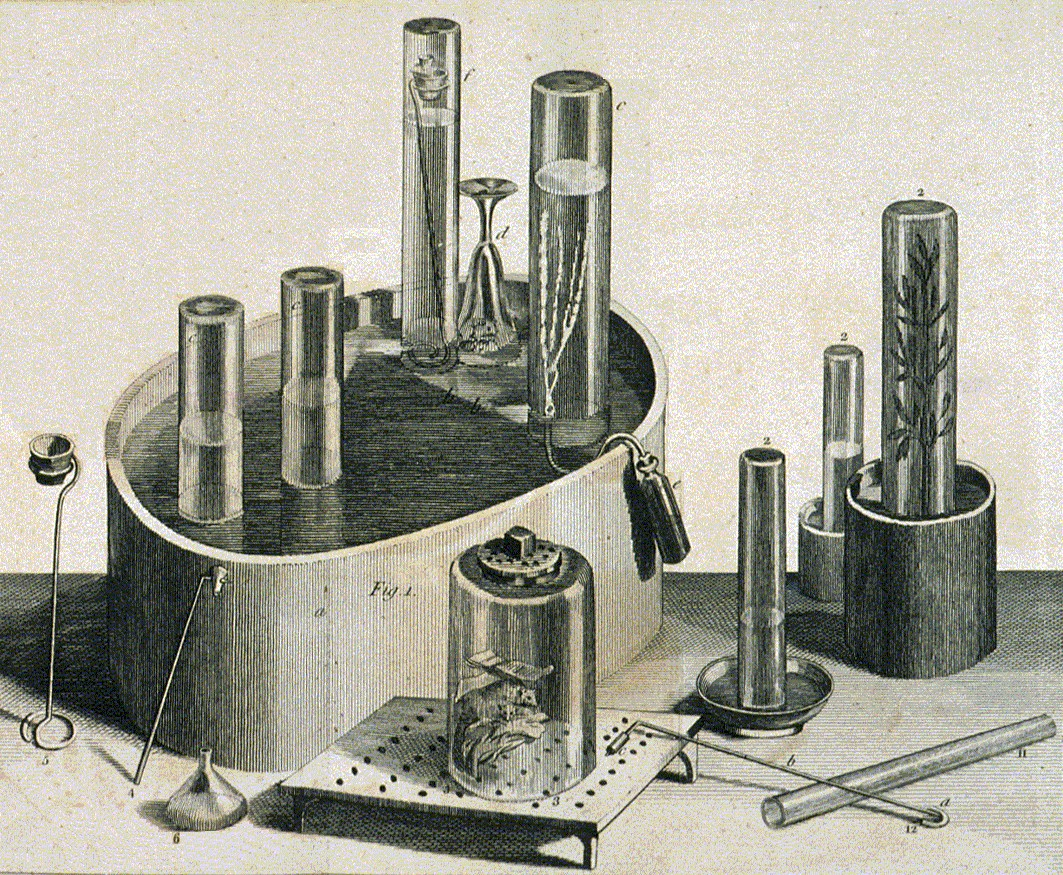
المعدات التي استخدمها بريستلي في تجاربه على الغازات وكربنة المياه

كان بريستلي معجباً بفقاعات غاز ثاني أكسيد الكربون التي رآها تتصاعد في مشروب ما، فأُلهِم فكرة المياه الغازية. أثبت بريستلي أن ثاني أكسيد الكربون يمكن إنتاجه من خلال تفاعل كربونات الكالسيوم مع حمض الكبريتيك فقام بتصميم جهاز يربط وعاء زجاجي يخلط فيه بمثانة خنزير والتي كانت أيضاً متصلة بأنبوب يوصل إلى زجاجة فيها ماء وتجلس مقلوبة في حوض من الماء أيضاً، حيث يتولد الغاز ويملأ المثانة ثم تُعصَر لضخ الغاز المضغوط عبر الماء فبهذه الطريقة يَنتُج غازٌ مُذاب يكفي لإنتاج مشروب مقبول غني بالفقاعات، ويمكن إضافة إليه أملاح مثل كربونات الصوديوم لإنتاج مياه معدنية.
بعد ذلك، جاء الطبيب الاسكتلندي جون نوث (John Nooth) وعالج عيباً كانت في جهاز بريستلي، وهي الرائحة والنكهة البوليّة الكريهة التي كانت تُصاحِب المياه المُنتَجة في جهازه، وذلك من خلال صنع جهاز زجاجي لكربونات المياه، وبالفعل استطاع جون نوث التخلص من تلك النكهة والرائحة البوليّة. وافق بريستلي على جهاز نوث واعتبره أفضل من جهازه.
تابعهم بعد ذلك في العمل المخترع السويسري جاكوب شويبه (Jocob Schweppe) وقام بتوسعة نطاق الجهاز وأتاح المياه الغازية لجميع الناس. في الوقت الحالي، إذا أردت مياهً غازيةً فلست بحاجة إلى جهاز نوث، يمكنك شراء جهاز مُوزِّع المياه الفوارة (Sparkling water system) الذي يقوم تلقائياً بإضافة فقاعات ثاني أكسيد الكربون إلى الماء.

## الكيمياء

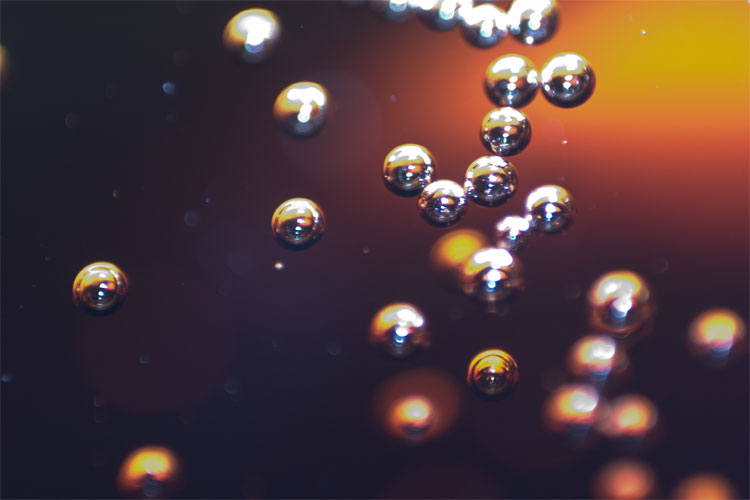
صورة ماكرو لفقاعات الكوكا كولا

ينتج غاز ثاني أكسيد الكربون المُذاب في الماء بتركيز منخفض (0.2-1.0٪)، ينتج حمض الكربونيك (H2CO3) وفقًا للتفاعل التالي:
(H 2O (l) + CO 2 (g) ⇌ H 2CO 3 (aq
يعطي الحمض المياه الغازية نكهة لاذعة قليلاً. مستوى الأس الهيدروجيني بين 3-4.

## المعلومات الغذائية
| العنصر الغذائي            | الكمية | الوحدة       |
| ------------------------- | ------ | ------------ |
| ماء                       | 99.9   | غرام         |
| حديد                      | 0.01   | ملغرام       |
| كالسيوم                   | 5      | ملغرام       |
| مغنيسيوم                  | 1      | ملغرام       |
| بوتاسيوم                  | 2      | ملغرام       |
| صوديوم                    | 21     | ملغرام       |
| زنك                       | 0.1    | ملغرام       |
| نحاس                      | 0.006  | ملغرام       |
| بروتينات                  | 0      | غرام         |
| كربوهيدرات                | 0      | غرام         |
| طاقة                      | 0      | سعرات حرارية |
| دهون                      | 0      | غرام         |
| فيتامين أ                 | 0      | ميكروغرام    |
| فيتامين ب1                | 0      | ملغرام       |
| فيتامين ب2                | 0      | ملغرام       |
| فيتامين ب6                | 0      | ملغرام       |
| فيتامين ب12               | 0      | ميكروغرام    |
| فيتامين سي                | 0      | ملغرام       |
| فسفور                     | 0      | ملغرام       |
| حمض الفوليك               | 0      | ميكروغرام    |
| سيلينيوم                  | 0      | ميكروغرام    |
| كوليسترول                 | 0      | ملغرام       |
| أحماض دهنية مشبعة بالكامل | 0      | غرام         |

## الفوائد الصحية
المياه الغازية صحية وآمنة، يُفضَّل أن تكون خالية من السكر والسعرات الحرارية. من الفوائد الصحية للمياه الغازية:

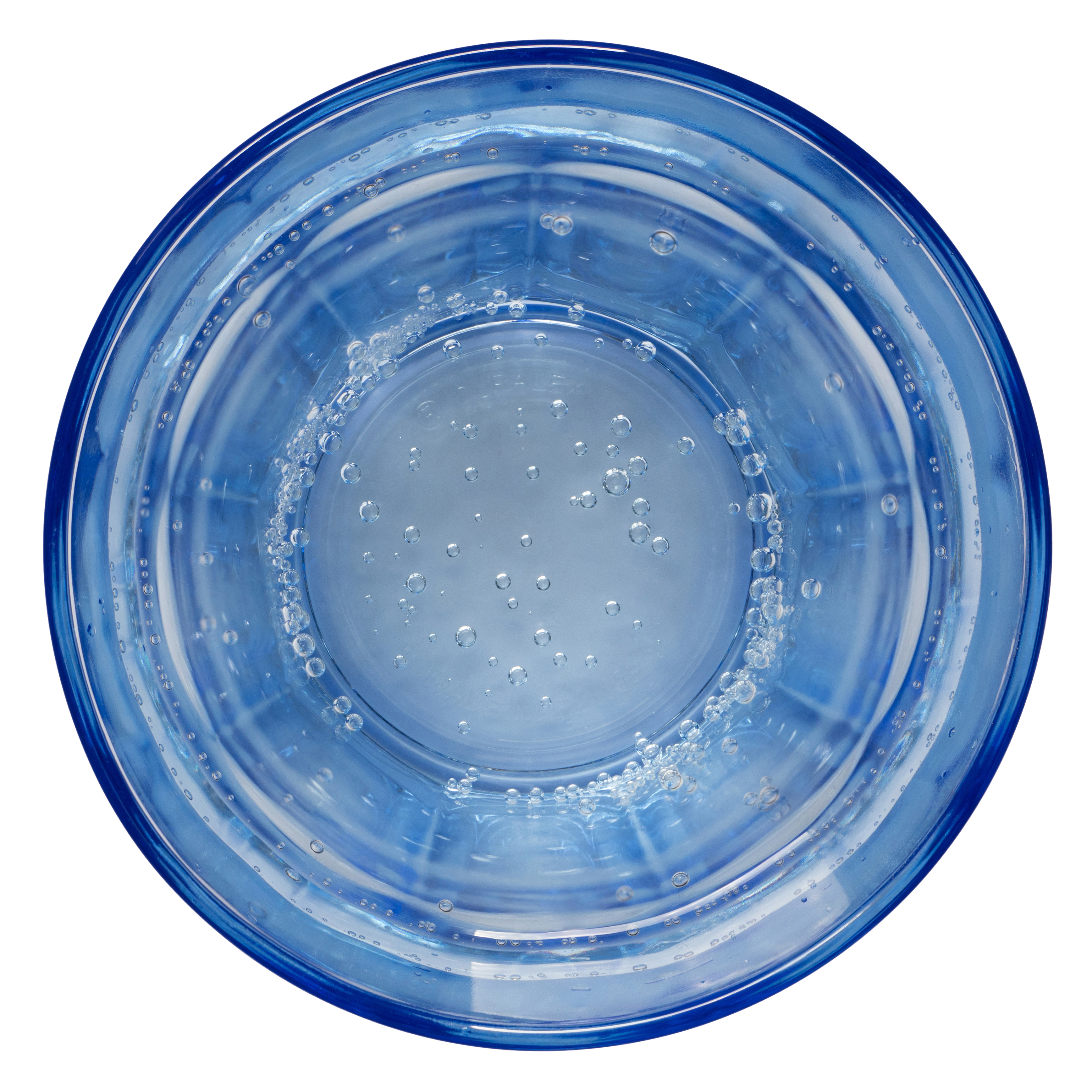
مياه غازية (مُكربَنة)

- الحفاظ على رطوبة الجسم، على عكس ما يظن كثير من الناس من أن المياه الغازية تسبب الجفاف.
- المساعدة على التخلص من الإمساك وعسر الهضم، فقد وجدت دراسة أُجريَت عام 2002 أن المياه الغازية حسنت كلاً من عسر الهضم والإمساك مقارنةً بمياه الصنبور.[9]
- المساعدة على التخلص من مشاكل المعدة.
- الشعور بالشبع بشكل أسرع؛ مما يساعد على التقليل من الأكل، وبالتالي فقدان الوزن.
- المساعدة على زيادة النشاط والإنتاجية في العمل والتركيز، فيمكن أن يكون بديلاً لقهوة الصباح، ويمكن أيضاً إحضاره للموظفين لزيادة إنتاجيّتهم في العمل.[10][11]

## الأضرار
في حين أن المياه الغازية حمضية إلى حد ما، مما قد يسبب تآكل مينا الأسنان، لكن يمكن معادلة هذه الحموضة جزئيًا عن طريق اللعاب. وجدت دراسة أن المياه المعدنية الغازية أكثر تآكلًا للأسنان من المياه غير الغازية ولكنها تسبب تآكلًا بنسبة 1٪ مثل المشروبات الغازية، كما أنها أكثر تآكلًا بقليل من مياه الصنبور، وأقل تآكلًا من العديد من المشروبات الأخرى، مثل عصير البرتقال. أظهرت دراسة أجرتها الجمعية الأمريكية لطب الأسنان في عام 2017 أنه على الرغم من أن الماء المكربن أكثر تآكلًا من مياه الصنبور، إلا أنه سيستغرق أكثر من 100 عام من الشرب يوميًا للتسبب في تلف الأسنان. ومع ذلك، إذا كان هناك سكر مُضاف أو منكّهات صناعية، فإن هذا يختلف. من ناحية أخرى، فإن النكهة الطبيعية لها تأثير ضئيل أو معدوم على الأسنان.
على كل حال، ما دام أن هذه المياه تُشرَب باعتدال فهي آمنة وصحية.